# 羅克城 (紐約州)
羅克城（英語：Rock City）是位於美國紐約州達奇斯縣的非建制地區。

## 歷史
羅克城的郵局於1836年設立，其後於1904年停運。

## 地理
羅克城所處的海拔為高於海平面101米（即331英呎），而該地所採用的時區為UTC-5，即北美东部时区（EST）。同時該地設有夏令時間，為UTC-5調快一小時，即UTC-4（EDT）。